# Вистл
Вистл (англ. tin whistle — жестяной свисток) — продольная флейта со свистковым устройством и шестью игровыми отверстиями. Инструмент кельтской музыки (Ирландии, Шотландии, Англии).

## История
Жестяной вистл появился в 1843 году в Англии. Небогатый фермер Роберт Кларк имел деревянный вистл (дудочку) и захотел сделать подобный, но из нового материала tinplate (лужёная жесть), который тогда только появился. Новый инструмент получился настолько удачным, что Кларк решил начать свой бизнес. Вместе со своим сыном он путешествовал по Англии, возя с собой свои инструменты и материалы в ручной тележке. Останавливаясь в городах и деревнях, особенно на рынках, Кларк на глазах у населения сворачивал вистлы из листка жести, получалась коническая трубочка, которая потом закрывалась с одного конца деревянной пробкой — получался свисток, затем в трубочке прорезались отверстия. Кларк тут же демонстрировал инструмент, играя на нём мелодии для зрителей. Дудочка стоила один пенни, от этого происходит ещё одно её название — penny whistle. Иногда дудочки Кларка покупали ирландские моряки и другие люди с Зелёного острова, которые привозили их домой. Так вистл попал в Ирландию.
В Ирландии дудочка пришлась всем по душе, поскольку очень хорошо подходила для исполнения ирландской народной музыки.
Производство Роберта Кларка дожило до наших дней, вистлы марки Clarke пользуются неизменной популярностью по всему миру, в особенности как инструмент для начинающих.
Впоследствии вистлы стали изготовлять из различных материалов, из металлических трубок, латунных, алюминиевых и т. д. Различных видов пластика и других материалов.
Вистл получил большое распространение по всему свету в 60—70-х годах XX века на волне возрождения интереса к народной музыке в Ирландии и за её пределами. Практически все известные фолк-группы использовали вистл в своей деятельности. Появились новые фирмы и мастера-изготовители вистлов.

## Описание

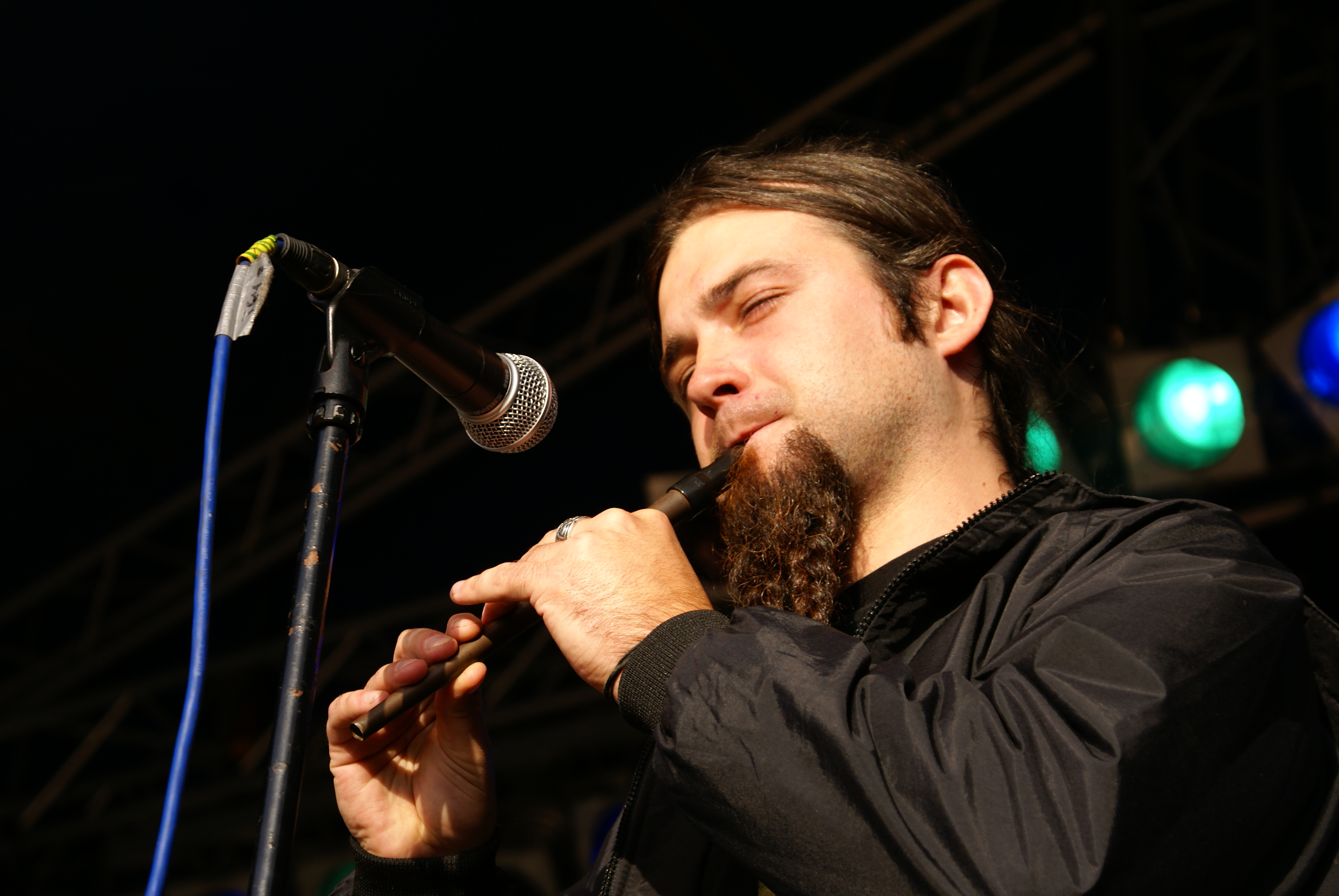
Вистл
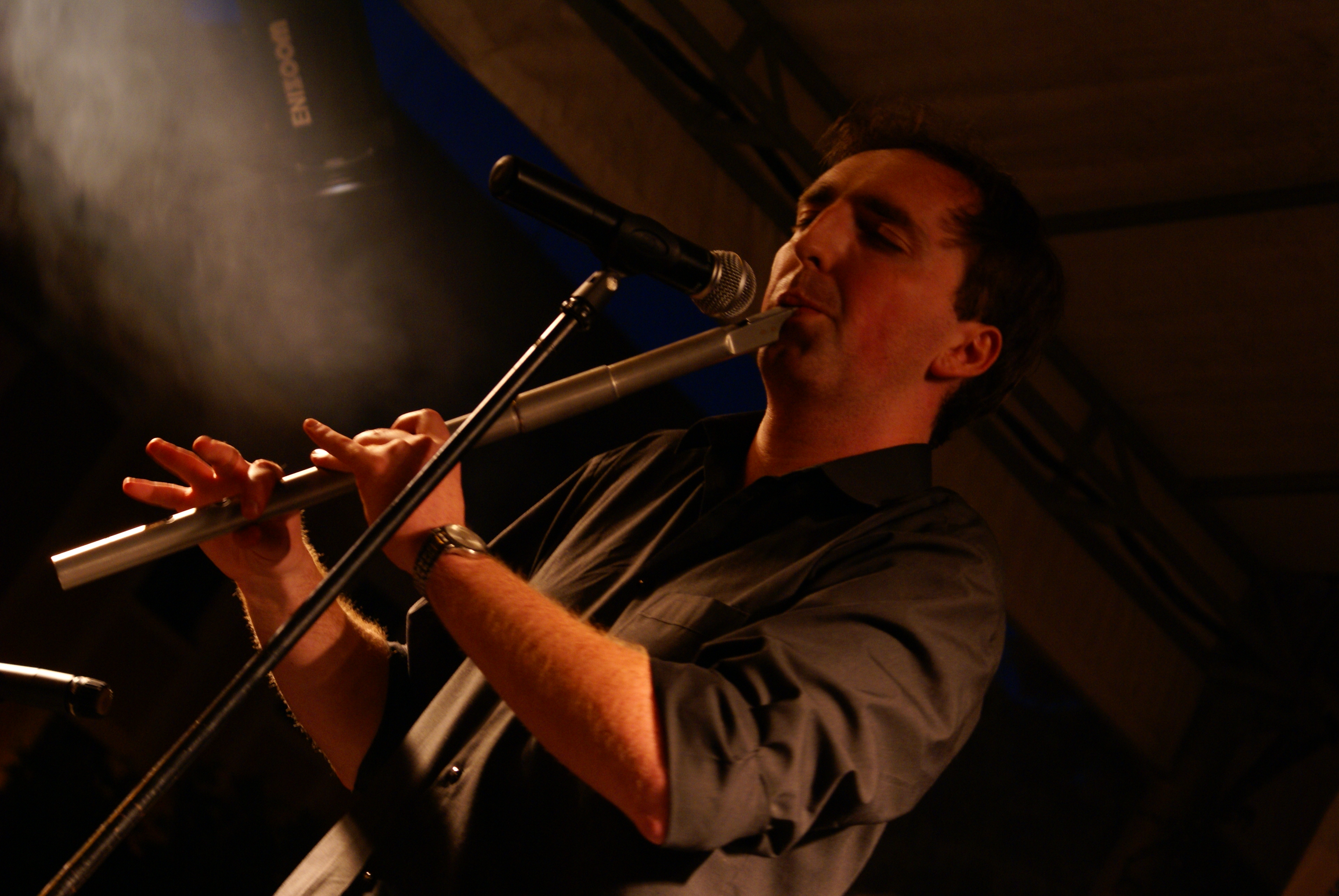
Лоу-вистл

Диапазон около двух октав. Используя вилочную аппликатуру и неполное закрытие отверстий можно извлекать все ноты хроматического звукоряда, но такая техника как правило не применяется, за исключением понижения седьмой ступени для игры в других тональностях: для вистла Ре это будет Ми минор и Соль мажор.
Основные тональности — Ре (длина около 30 см) и До второй октавы. Менее распространённые: Ми-бемоль, Фа второй октавы, Соль, Си-бемоль первой октавы. Возможны и другие редкие тональности, изготавливаемые на заказ.
По материалу изготовления: классические полностью металлические или металлические с пластиковым свистком, полностью пластмассовые, реже деревянные. Форма трубки обратноконическая или цилиндрическая.

## Лоу-вистл
Low Whistle (англ. low — низкий) — инструмент нижнего регистра. Технически менее подвижен, поэтому его в основном используют для исполнения медленных мелодий. Наиболее распространённая тональность — Ре первой октавы (на октаву ниже обычного вистла). Диапазон тональностей — от Соль малой октавы до Соль первой.
История
Изобретателем лоу-вистла в его современном виде считается английский джазовый музыкант и изготовитель инструментов Бернард Овертон, который в 1971 году сделал лоу-вистл для известного ирландского музыканта Финбара Фьюри, утратившего свой бамбуковый вистл во время гастролей. Сделав два первых лоу-вистла, которые Фьюри активно использовал в выступлениях, Овертон стал получать заказы от других музыкантов.
Начало массовой популярности лоу-вистла пришлось на вторую половину 1990-х после танцевального шоу Riverdance, в котором его использовал музыкант Дэйви Спилла́н.

## Аппликатура

Пример комбинации нот и аппликатуры (табулатуры)

В таблице ниже приведена основная аппликатура вистла Ре, на котором легче всего играть тональности Ре мажор с параллельным Си минором, а также, используя понижение седьмой ступени Ре мажора (ноты C#), тональности Ми минор и Соль мажор. Несколько аппликатур для одной ноты означает возможность выбора какой-либо из них.
| d2 | e2 | f{\displaystyle \sharp }2 | g2 | a2 | h2 | c3 | c{\displaystyle \sharp }3 | d3 | e3 | f{\displaystyle \sharp }3 | g3 | a3 | h3 | c4 | c{\displaystyle \sharp }4 | d4 | e4 |
| -- | -- | ------------------------- | -- | -- | -- | -- | ------------------------- | -- | -- | ------------------------- | -- | -- | -- | -- | ------------------------- | -- | -- |
|    |    |                           |    |    |    |    |                           |    |    |                           |    |    |    |    |                           |    |    |

 — открыто,  — закрыто,  — закрыто частично.

## Применение
Несмотря на кажущуюся примитивность устройства, вистл — в контексте ирландской народной музыки — довольно изощрённый инструмент, обладающий гораздо большими возможностями, чем кажется на первый взгляд. Техника исполнения на нём, вероятнее всего, сложилась под влиянием техники игры на ирландской волынке «uilleann pipes», которая имеет давнюю традицию и довольно сложна. Многие ирландские музыканты прославились именно благодаря своей мастерской игре на вистле, например Мэри Бергин (англ.), записавшая в конце 1970-х годов альбом под названием «Feadóga Stáin» (англ.) и позднее «Feadóga Stáin 2» (англ.), которые оказали и продолжают оказывать заметное влияние на вистлеров всего света.